# 박기운
박기운(朴己云, 1912년 10월 3일~1993년 10월 24일)은 대한민국의 정치가이다.

## 학력
- 청주고등학교
- 일본 와세다 대학 법학부 중퇴

## 약력
- 청주근화비밀결사 조직
- 경찰관 취임
- 청주치안대, 통일결사대 조직
- 태극청년회 충북지부 청년부장
- 대한독촉청년연맹 충북지부 부위원장
- 대동청년단 충북도단 부단장
- 자유당 충북도당 부위원장
- 민주당 충북중원군 당위원장
- 제헌, 제3대, 제5대 참의원의원을 역임

## 역대 선거 결과
|  | 35.23% |

|  | 8.31% |

|  | 33.20% |

|  | 5.10% |

|  | 21.98% |

|  | 23.24% |

|  | 1.88% |

|  | 3.64% |

## 참고자료
- 《대한민국 의정총람》, 국회의원총람발간위원회, 1994년
- 박기운 - 대한민국헌정회